# غل ماوران
غل‌ ماوران هي قرية في مقاطعة أشنوية، إيران. يقدر عدد سكانها بـ 152 نسمة بحسب إحصاء 2016.